# Kolovraty
Kolovraty (německy Kolowrat) jsou městská čtvrť a katastrální území Prahy v blízkosti Říčan u Prahy v jihovýchodním cípu hlavního města Prahy v obvodu Praha 10. Mají rozlohu 5,903 km2. Žije zde přes tři tisíce obyvatel. Je zde evidováno 50 ulic a 900 adres. Spolu s Lipany patří do městské části Praha-Kolovraty.

## Historie
První písemný doklad o Kolovratech se vyskytuje na údajné listině českého krále Přemysla Otakara I. pro benediktinský klášter na říčním ostrově při soutoku Vltavy se Sázavou. Listina, datovaná 17. ledna 1205, patří k mnoha dobovým falsům. Vznikla sice až po několika desetiletích, ale přesto je důvěryhodným dokladem existence Kolovrat již dlouho před rokem 1205. Podle časového sledu zapsaných darů totiž pan Mladota věnoval ostrovským mnichům v Kolovratech 4 poplužní poddanské usedlosti spolu s vlastním dvorcem a tvrzí již mezi léty 1109–1140. Dobu založení vesnice s tvrzí proto můžeme hledat před začátkem 12. století. Spolu s Hostivaří (1068) a Dubčí (1088) patří k nejstarším osadám v regionu. Stejně jako Hostivař ležela na důležité trase Královské cesty, která vedla z Prahy přes Říčany na Sázavu a pozdější Kutnou Horu a napojovala se na severojižní Lužickou cestu, procházející Kouřimí. Kolovraty ležely na okraji mohutného hraničního hvozdu, který do 10. století odděloval kmenové državy českých Přemyslovců a zličanských Slavníkovců.
Na kolovratské tvrzi seděli před darováním ostrovskému klášteru předkové pánů, jejichž příjmení z Kolowrat však máme poprvé písemně doloženo až roku 1297. Přitom tvrz s vesnicí byla jejich původním sídlem, protože jiné Kolovraty se v českých zemích do roku 1780 nenacházely. O panu Mladotovi sice místní kronikáři psali, že byl „erbu orlice“, tj. z rodu Kolowratů, ale můžeme to nanejvýš předpokládat. Ostrovský klášter založil v Kolovratech vinice a před rokem 1250 pravděpodobně i malý románský kostel sv. Ondřeje. V první polovině 14. století byl vybudován gotický jednolodní kostel, doložený spolu s farou roku 1352. Patřil k nejvýstavnějším svatostánkům v okolí a byl větší než původní kostel v Uhříněvsi. Zbytky jeho kněžiště se nacházejí v přízemí současné barokní zvonice. Lomený gotický portál s profilovaným ostěním, jímž se vchází na schody do věže, spojoval kněžiště se zrušenou sakristií. V ní byla roku 1356 vysvěcena kaple s ostatkovým oltářem sv. Prokopa. Kostel sloužil i pro obec Nedvězí.
Z majetku ostrovských mnichů se Kolovraty dostaly patrně až rozhodnutím krále Jana Lucemburského, který je před rokem 1344 dal do zástavy svým věřitelům, staroměstským kupcům a lichvářům Rokycanským. Roku 1363 byl patronem kostela a majitelem vsi Jan ze Zruče řečený Kolowrat, pocházející z rytířského rodu, spřízněného s panským rodem Kolowratů přes vzdálené janovické předky. O dalších majitelích víme až od roku 1380, kdy se vesnice spolu s Tehovicemi a částí Lipan nacházela v držení církevní johanitské komendy v Uhříněvsi. Roku 1416 seděl na kolovratské tvrzi Jan z Kolowrat, majitel Kolešova a Bezděkova na Žatecku a příslušník krakovské linie pánů z Kolowrat. Podle toho se vesnice nakrátko vrátila do rukou rodu, který odtud pochází. Roku 1420 zabírali husitští Pražané Kolovraty patrně již opět jako johanitské církevní zboží. Jeho majitelem se stal bohatý staroměstský kupec Jan Kbelský. Jeho značný majetek zdědil zeť Jan z Kunvaldu řečený Berbek, který roku 1436 získal od krále Zikmunda potvrzení záboru církevních pozemků kolem Uhřínevsi. Za jeho dědiců se zdejší majetky dostaly roku 1449 do rukou konšelů Starého Města pražského. Těm byly roku 1547 zabaveny za účast na odboji proti králi Ferdinandovi I. a předány věrnému úředníku, rytíři Regenspergovi. Od jeho dědiců bylo panství Uhříněves s našimi obcemi přikoupeno roku 1578 k rozsáhlému dominiu panského rodu Smiřických. Také jim byl majetek po Bílé hoře konfiskován a prodán do rukou věrných lichtenštejnských knížat. Jejich obrovské latifundie se rozplynuly až během pozemkové reformy po vzniku Československa.
Název obce a podle ní i slavného rodu nepochází od známého spřádacího kolovratu, vynalezeného až v 15. století, ani od vyvrácených kol vozů na špatných místních cestách. Tyto barokní báje nemají reálný základ stejně jako pověsti o vozovém kole v erbu pánů z Kolowrat. Název vesnice nejspíše pochází od staročeského lisu, který naši dávní předkové nazývali kolovrat a zpočátku používali na olej a posléze i na víno. K jeho pěstování na území místních Viniček sice došlo až po založení vesnice, ale vytvořilo starou tradici. Mezi další staročeské významy slova kolovrat se vedle šroubového lisu řadí též vrátkový napínač kuše, tkalcovské vratidlo či strunná kolovrátková niněra. Jejich případný vliv na název vesnice nelze pominout.
Sousední obec Tehovice je poprvé písemně doložena až roku 1436. Založena ale byla mnohem dříve. Původně se nazývala Těhovice jako ves lidí Těhových. Těh byl ve staré češtině název pro kloub. Z Těhovic se staly Tehovice a zdrobnělá forma Tehovičky se objevila až v 18. století. Vyjadřovala podřízené postavení vůči sousedním Kolovratům, s nimiž byla samosprávná osada administrativně sloučena roku 1926.
První doklad o Lipanech se nachází v Deskách zemských roku 1325, kdy se uvádí jako soudce Havel z Lipan, předpokládaný majitel vesnice. Její název pochází od lip. U tří lánových statků byl před rokem 1352 postaven kostel sv. Martina s farou, sloužící i pro nedalekou ves Kuří. Od roku 1364 patřily dvě ze tří lipanských usedlostí k johanitské Uhříněvsi. Třetí náležela rytířům Tatkům z Kuří. Za husitské revoluce konfiskovalo jeden z johanitských statků pražské purkrabství. Každý statek poté patřil jinému feudálovi. Tento stav trval až do roku 1577, kdy byl rytířský statek přikoupen k Uhříněvsi a roku 1751 ho následoval i statek purkrabský. Největší usedlost v čp. 1 je od roku 1654 až dosud v držení nejstaršího místního rodu Řeháků. Od poloviny 19. století byly Lipany spolu s Tehovičkami součástí správní obce Kolovraty, k níž do roku 1867 patřilo i Nedvězí. Místní samosprávu ztratily za druhé světové války.
Kolovratská tvrz dosloužila patrně již po husitských bouřích a spolu s farou zanikla po vypálení vesnice Švédy za třicetileté války. Její zbytky byly od konce 16. století postupně začleněny do rámce poplužního vrchnostenského dvora, který nedávno ustoupil výstavbě bytových domů. Z jeho areálu můžeme litovat cenné barokní sýpky.
Kostel sv. Ondřeje získal roku 1546 po renesanční opravě na novou zvonici dva zvony. Z nich se zachoval větší o hmotnosti kolem jedné tuny. Pochází z dílny staroměstského mistra Stanislava Klatovského, který vyzdobil jeho plášť reliéfy sv. Prokopa a Panny Marie. Během gruntovní barokní přestavby roku 1767 došlo ke zbourání cenné jižní kaple sv. Prokopa s freskami, západní zvonice a severní věže. Nová věž se zvonicí byla vybudována nad původním gotickým kněžištěm, osa lodi byla otočena o devadesát stupňů a nové kněžiště bylo orientováno k severu. Barokní stavba byla v jižní části umístěna na gotických základech. V kostele se nacházejí obrazy sv. Marie Magdalény a sv. Jeronýma z okruhu Petra Brandla a varhany z první poloviny 19. století.
Stejně jako v Kolovratech přečkal i lipanský kostel s farou husitskou revoluci a byl vážně poškozen během třicetileté války. Švédové z něj ukradli 3 zvony. Také zdejší vypálená fara nebyla obnovena a kostel byl opraven jen provizorně. Měl dřevěnou zvonici, roku 1863 musel být zbourán a na jeho místě byl vzápětí postaven menší novorománský kostelík.
Na Říčanském potoce byly u Kolovrat v 16. století vybudovány dva velké rybníky, zrušené počátkem 19. století. U nich je od roku 1618 doložen vrchnostenský vodní mlýn s pilou. Od třicetileté války bylo v Kolovratech i v Tehovicích po 7 poddanských usedlostech a v Tehovicích byla zřízena panská krčma s výčepem piva z Uhříněvsi. Od konce 18. století nacházela místní zemědělská produkce výhodný odbyt na pražském trhu. To ovlivnilo zvyšování počtu obyvatel a výstavbu domů. Od roku 1818 se spojení s Prahou zlepšilo otevřením císařské kutnohorské silnice. Od poloviny 19. století započal proces srůstání Kolovrat a blízkých Tehoviček do jedné sídelní jednotky přes území Viniček podél nové okresní silnice z Uhříněvsi do Říčan.
Do výstavby školní budovy v Kolovratech roku 1898 docházela část místních dětí do přeplněné dvoutřídky v Uhříněvsi. Obcí procházela od roku 1871 dráha císaře Františka Josefa z Prahy do Vídně. Roku 1904 byla položena druhá kolej a roku 1920 si obec konečně mohla postavit osobní zastávku. Roku 1925 byl do obce zaveden elektrický proud. V té době došlo k parcelaci a prodeji pozemků lichtenštejnského velkostatku a jeho dvora. Po výstavbě kolonie rodinných domků Na skále v letech 1931–1932 měly Kolovraty 1779 obyvatel v 233 domech a Lipany 89 osadníků v 38 domech. To podnítilo rozvoj řemesel a živností a rovněž oživení kulturní a spolkové činnosti (hasiči 1894, obecní knihovna 1920, TJ Sokol 1922, fotbalový klub 1926, spolek železničářů 1926, hasiči v Lipanech 1932, aj.). Zároveň ale docházelo k výrazné sociální a politické diferenciaci, což se projevilo vyrovnanými pozicemi vlivných agrárníků a opozičních komunistů ve vedení obce. V samosprávě menších Lipan se více prosazovali agrárníci.
Po druhé světové válce, jež si vyžádala 11 obětí (v první padlo 22 mužů a mezi navrátilci bylo 12 zasloužilých legionářů), se předchozí pozice komunistů v obci podstatně zvýšily. Po nástupu totality v roce 1948 došlo při urychleném vzniku JZD k řadě křivd. Při rozsáhlé zastrašovací akci zasáhla politická perzekuce výrazně do majetků i životů rodin Bohuslavových, Boudových, Polaneckých, Rathouských a zejména Řehákových.
Z místních památek je třeba vedle obou kostelů a zvonu připomenout opravenou barokní zvoničku na bývalé návsi Tehovic z doby po roce 1650. V polích u nynějšího hřbitova (zřízen roku 1926) v místech údajného pohanského pohřebiště nechala roku 1765 majitelka panství vévodkyně Marie Terezie Savojská z rodu Lichtenštejnů postavit cennou barokní sochu patrona zemědělců sv. Donáta.
Roku 1974 byla obec Kolovraty připojena k hlavnímu městu Praze jako součást městského obvodu Praha 10, přičemž jim byl ponechán vlastní místní národní výbor. V roce 1990 se Kolovraty staly samosprávnou městskou částí Praha-Kolovraty. Lipany patřily jako osada ke Kolovratům pravděpodobně již od počátku obecního zřízení, minimálně od roku 1869, a staly se i součástí kolovratské samosprávné městské části.

## Pamětihodnosti
- římskokatolický filiální kostel svatého Ondřeje – původně gotický, či románský kostel barokně přestavěný v 17. a 18. století se nachází na starém hřbitově ve středu obce
- pomník v místě bývalé kolovratské tvrze
- socha sv. Donáta
- zvonička
- pomník padlým rodákům
- památník obětem II. světové války

## Doprava
Kolovraty jsou dobře dostupné po železnici. Přímo v obci je železniční zastávka Praha-Kolovraty. Leží na železniční trati Praha – Benešov u Prahy. Jedná se o dvoukolejnou elektrizovanou celostátní trať zařazenou do evropského železničního systému, součást IV. tranzitního železničního koridoru. Doprava na ní byla zahájena roku 1871. Ke zdvojkolejnění došlo v roce 1903, elektrizaci pak v roce 1971.
Dopravní obslužnost je zajišťována linkou S9 (Lysá n. Labem – Benešov u Prahy). Cesta z Kolovrat na pražské Hlavní nádraží trvá 24 minut a jde o nejrychlejší dopravní spojení do centra metropole.
Do Kolovrat zajíždějí také dvě autobusové linky a jedna noční:
- linka 226 na trase Háje – Benice (přes Lipany).
- linka 227 na trase Háje – Nedvězí (přes Petrovice, Uhříněves a Kolovraty) tj. ke konečné linky metra C Háje.
- noční linka 906 na trase Skalka – Nedvězí (přes Hostivař, Opatov, Uhříněves a Lipany).[4]

## Slavní rodáci
- Albína Hochová – svou vilu čp. 360 odkázala obci pro místní děti.

## Sport
V Kolovratech existuje množství sportovních organizací. Mezi ně patří Kolovrátek, Maestro Club Kolovraty, fotbalový klub Sokol Kolovraty, škola Taekwondo ITF Chon-ji nebo Sport Kolovraty. Sportovní areál s několika hřišti se nachází na jihu obce.
V okolí Kolovrat k rekreaci obyvatel slouží 25 km vycházkových okruhů. V Kolovratech končí cyklostezka Do Prahy na kole, která nabízí spojení do Říčan a dále do Mnichovic.

## Okolní čtvrti
Kolovraty sousedí s těmito pražskými čtvrtěmi a katastrálními územími:
- na jihozápadě s Lipany
- na západě s Benicemi
- na severozápadě s Uhříněvsí
- na severovýchodě s Nedvězím
- na jihovýchodě s městem Říčany – katastrální území Kuří a Říčany

## Fotogalerie

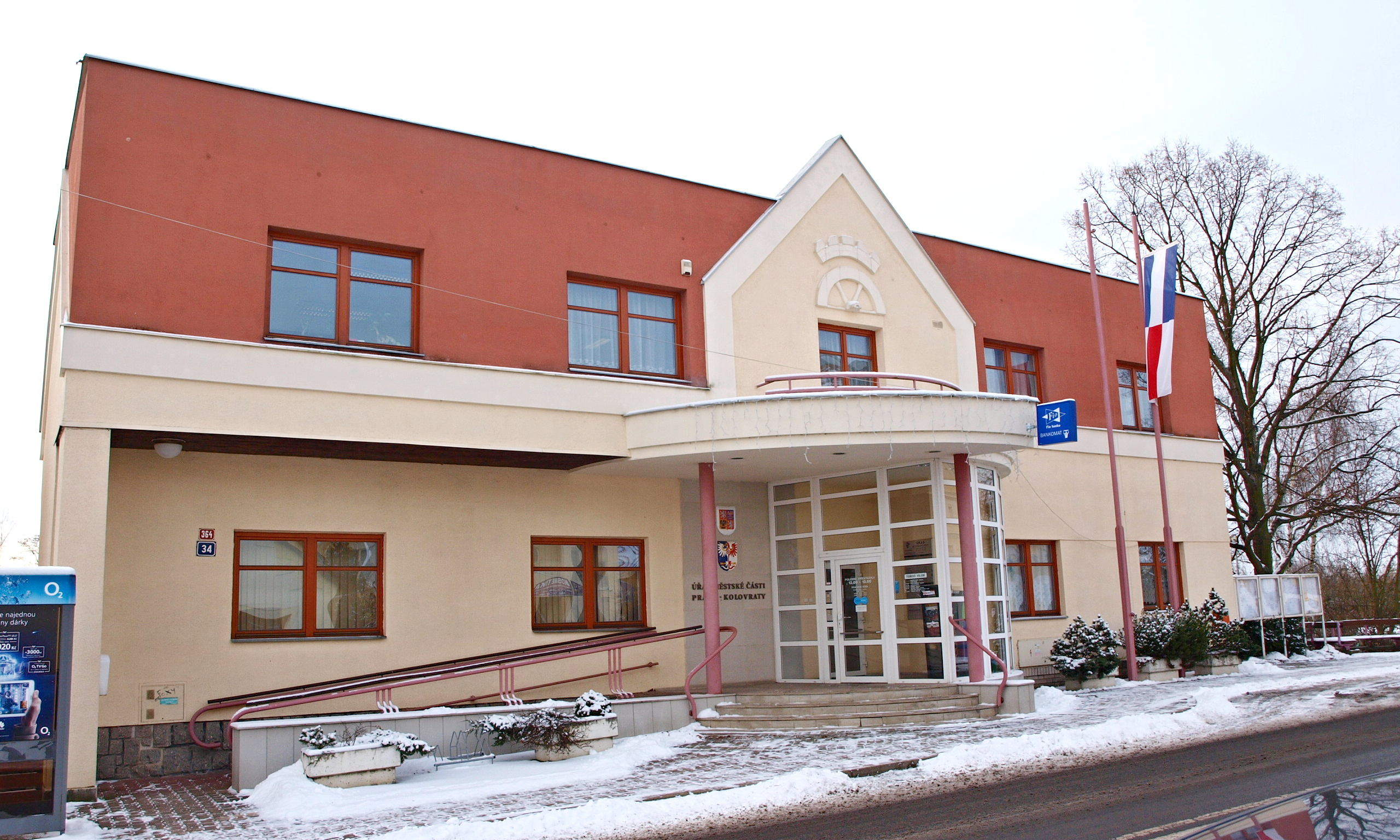
Úřad MČ Praha-Kolovraty
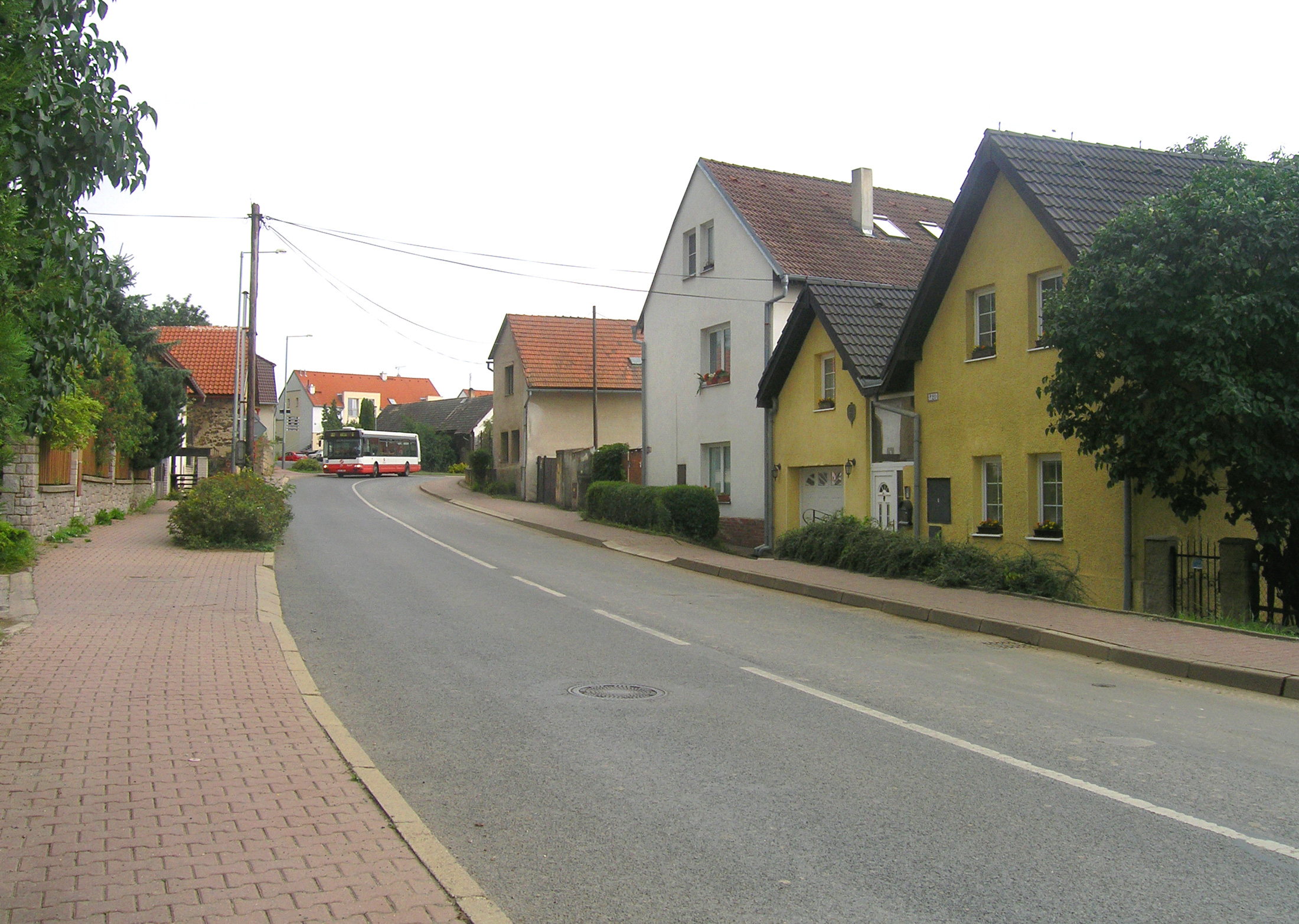
Mírová ulice
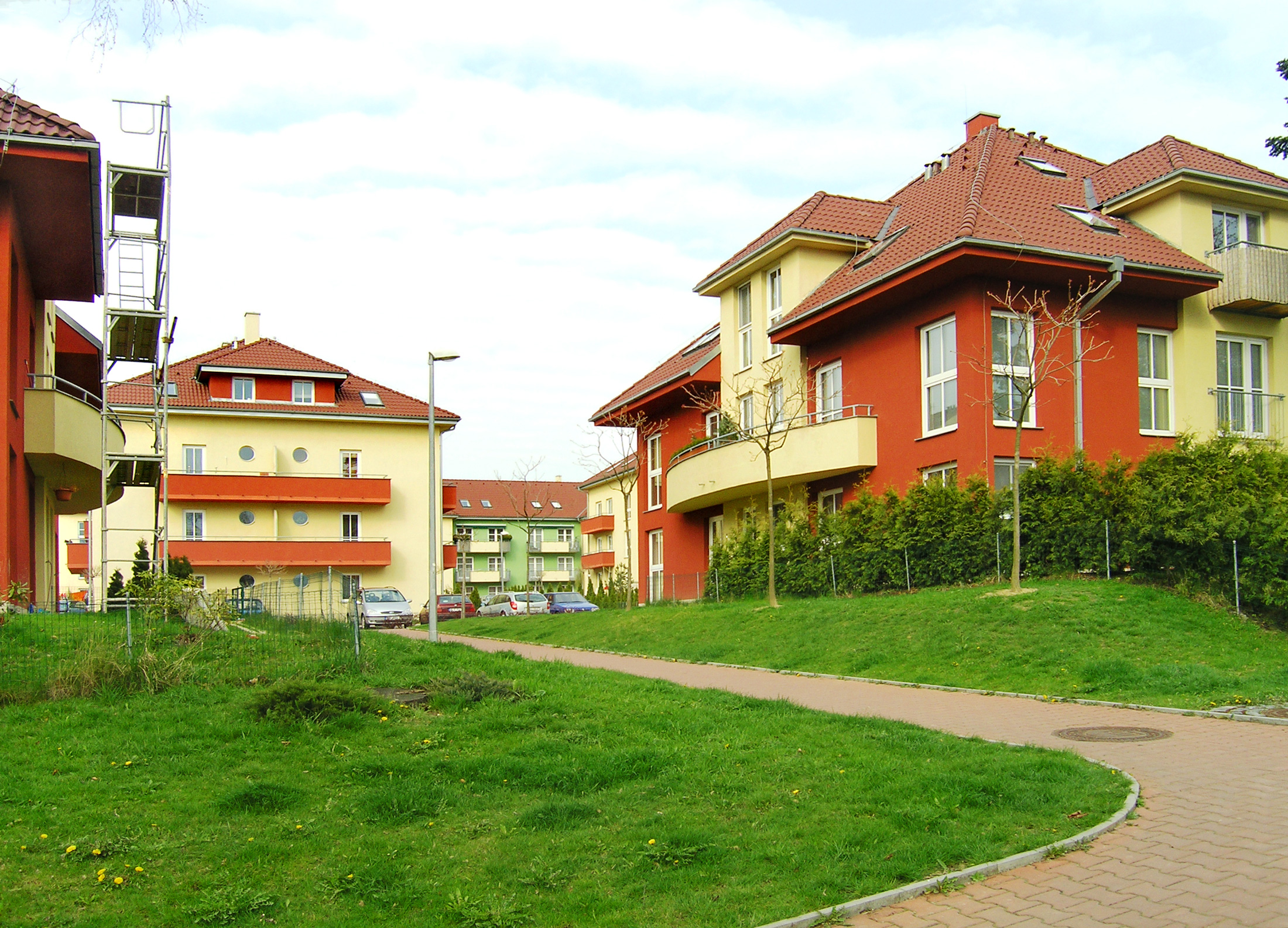
Sídliště Mladotova
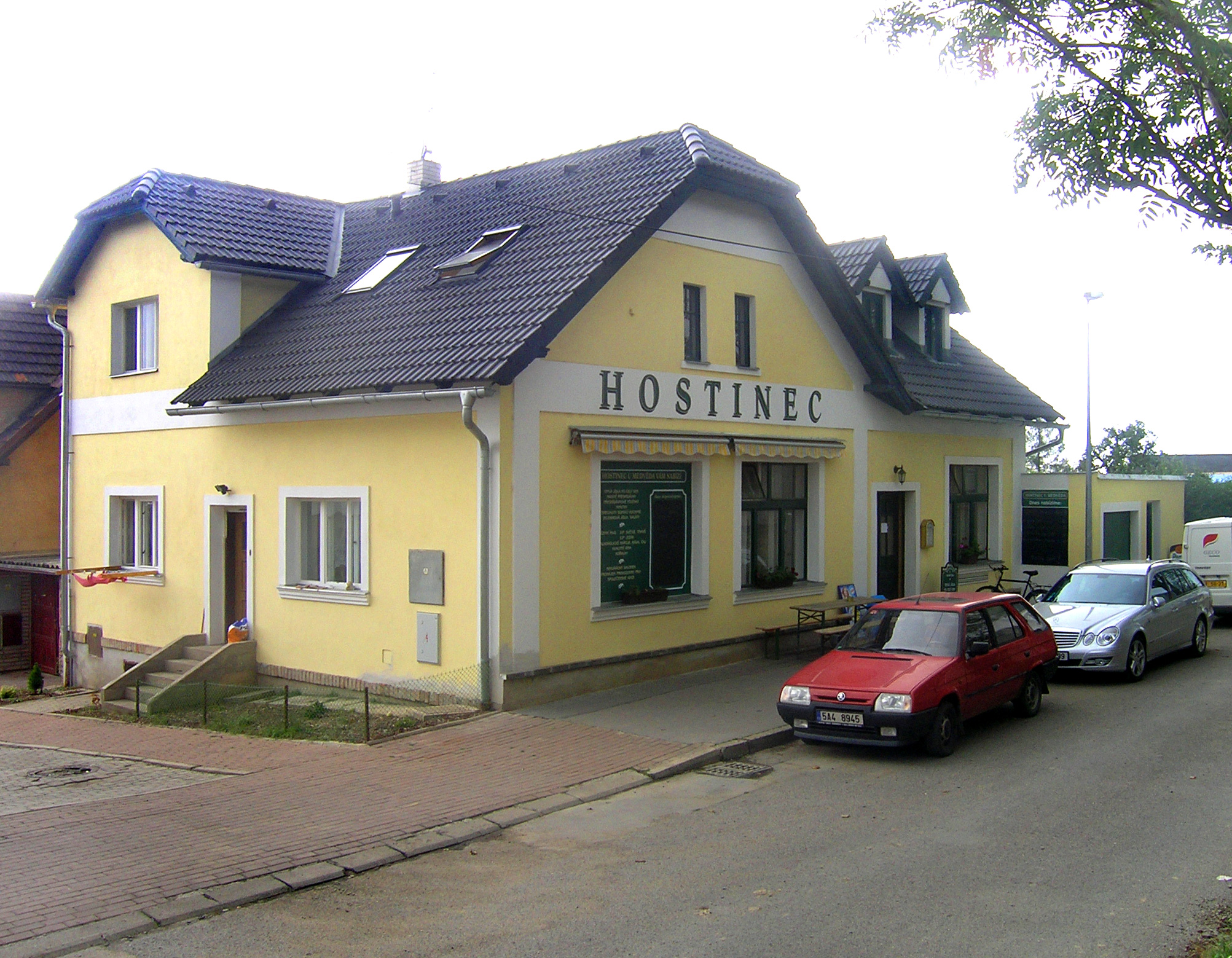
Hostinec U Medvěda
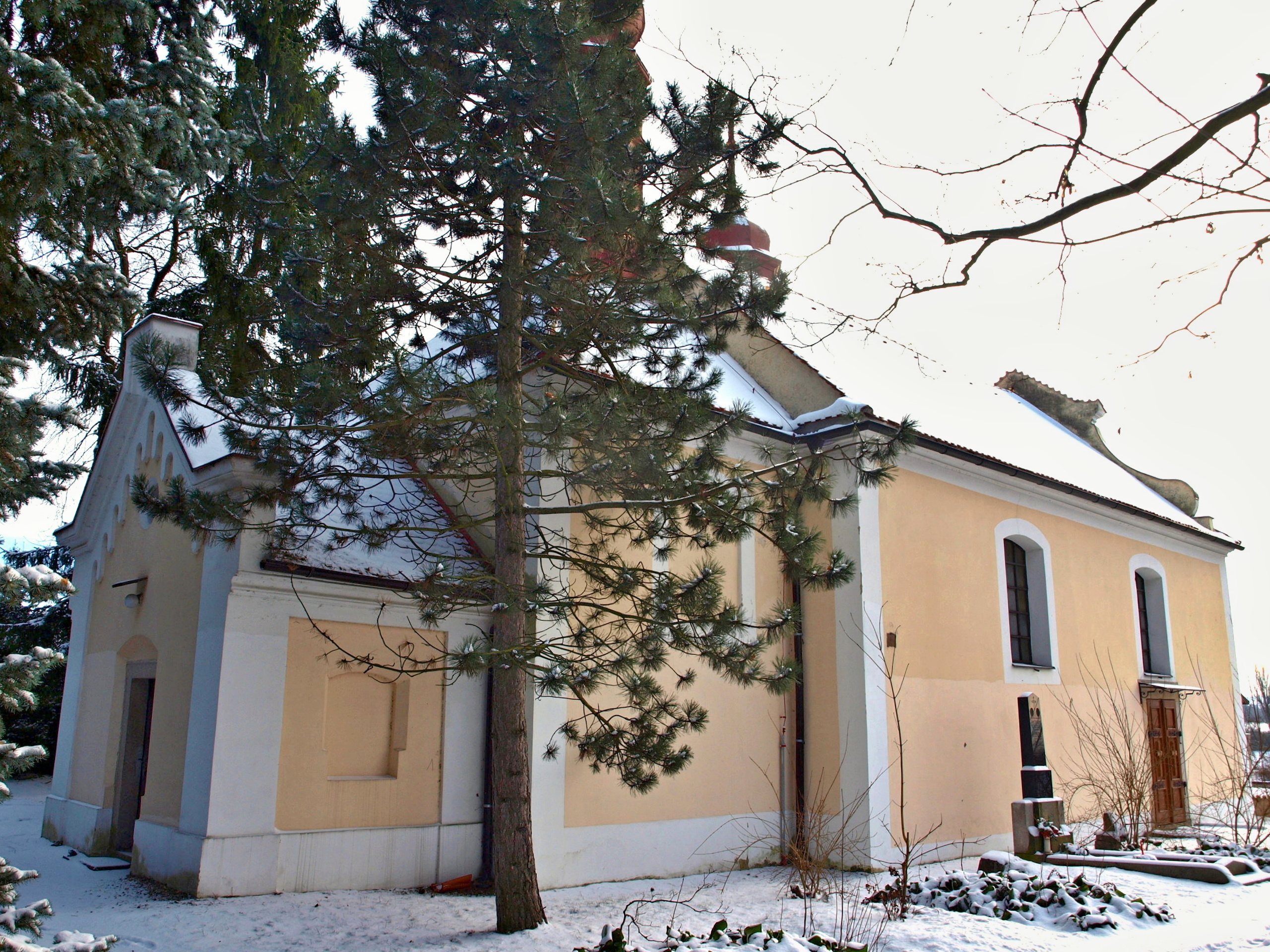
Kostel sv. Ondřeje
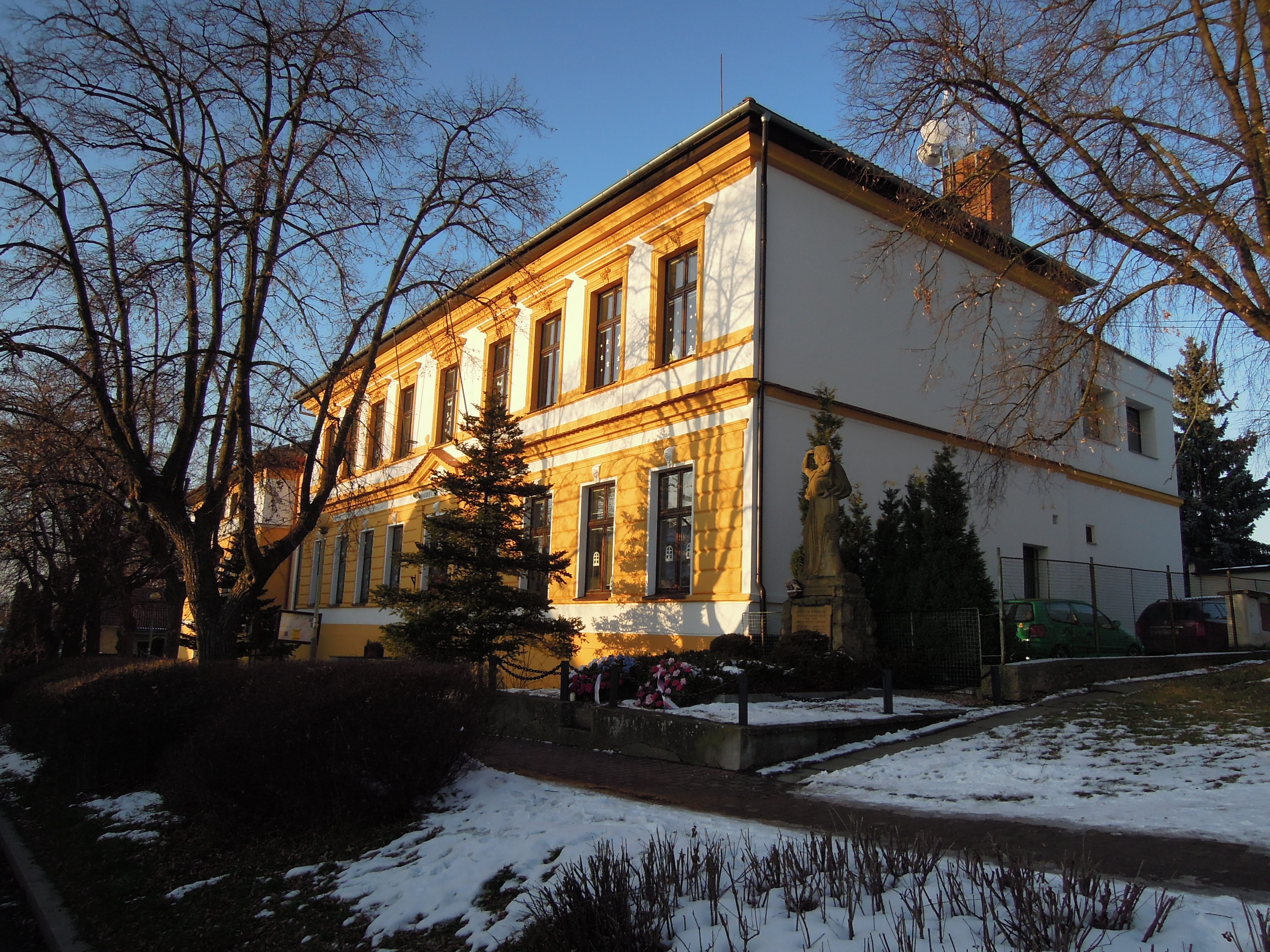
Základní škola Kolovraty, Mírová ul.
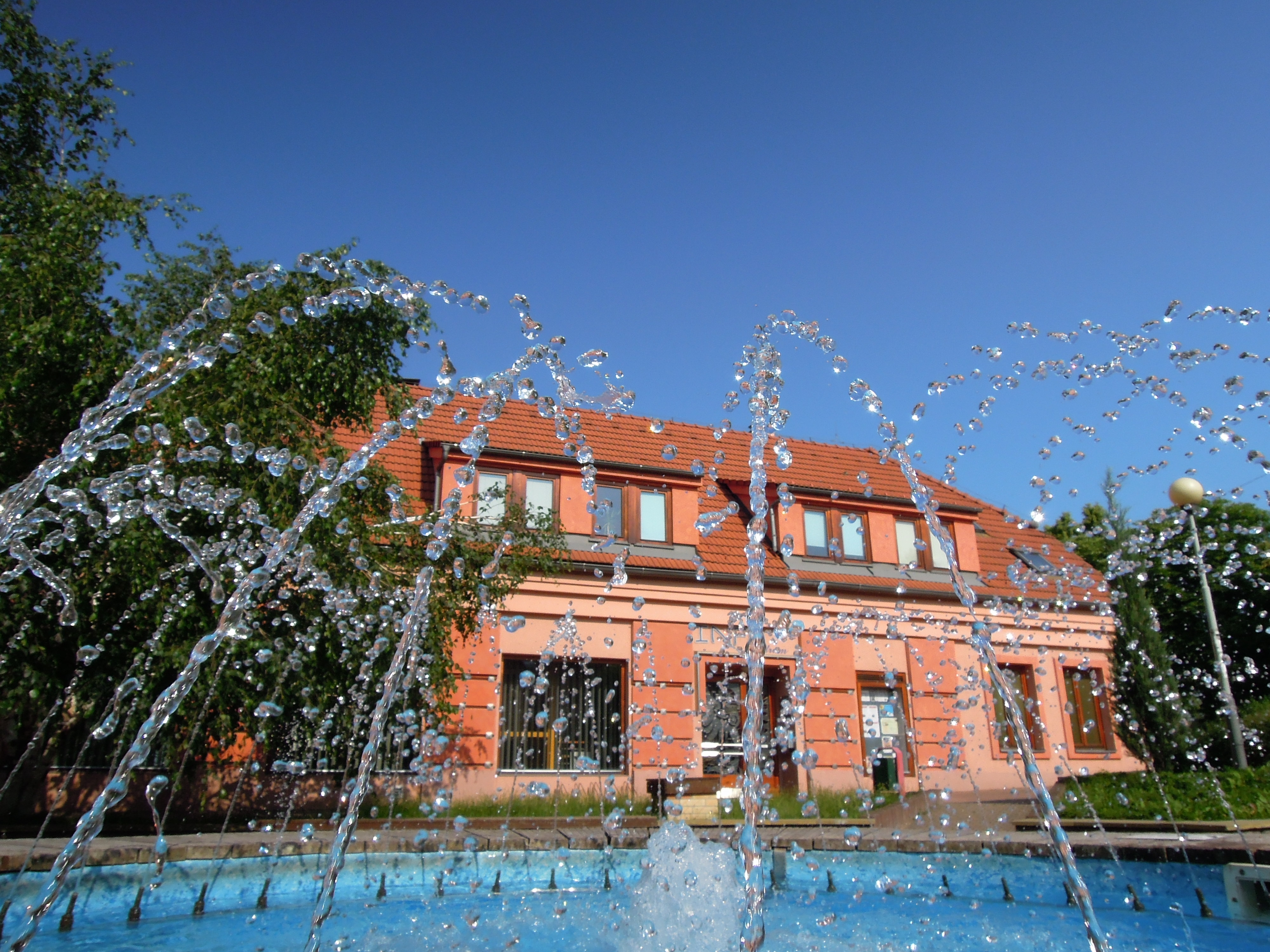
Knihovna s infocentrem